# 赫曼 (堪薩斯州)
赫曼（英語：Herman）是位於美國堪薩斯州林肯縣的一個鬼鎮。

## 歷史
赫曼的郵政局於1874年設立，直到1893年結束營運。

## 地理
赫曼所處的海拔為高於海平面489米（即1604英呎），而該地所採用的時區為UTC-6，即北美中部時區（CST）。同時該地設有夏令時間，為UTC-6調快一小時，即UTC-5（CDT）。